# Municipio de Osage (condado de Miami)
El municipio de Osage (en inglés: Osage Township) es un municipio ubicado en el condado de Miami en el estado estadounidense de Kansas. En el año 2010 tenía una población de 667 habitantes y una densidad poblacional de 6,26 personas por km².

## Geografía
El municipio de Osage se encuentra ubicado en las coordenadas 38°26′43″N 94°52′7″O / 38.44528, -94.86861. Según la Oficina del Censo de los Estados Unidos, el municipio tiene una superficie total de 106.61 km², de la cual 105,13 km² corresponden a tierra firme y (1,38 %) 1,47 km² es agua.

## Demografía
Según el censo de 2010, había 667 personas residiendo en el municipio de Osage. La densidad de población era de 6,26 hab./km². De los 667 habitantes, el municipio de Osage estaba compuesto por el 94,9 % blancos, el 0,9 % eran afroamericanos, el 0,15 % eran amerindios, el 0,6 % eran asiáticos, el 1,2 % eran de otras razas y el 2,25 % eran de una mezcla de razas. Del total de la población el 4,65 % eran hispanos o latinos de cualquier raza.